# ASSI Brindisi 1972-1973
L'ASSI Brindisi 1972-1973, prende parte al campionato italiano di Serie B, girone B a 14 squadre. Chiude la stagione regolare all'ultimo posto con 3V e 23P con 1436 punti fatti e 2042 punti subiti e retrocede in Serie C dopo aver perso gli spareggi salvezza nel concentramento di Chieti contro il Betti Viareggio, la Pallacanestro Palestrina e lo Scandone Avellino.

## Storia
Il ripescaggio in Serie B a causa del forfait all'ultimo istante della Libertas Maddaloni non permette all'ASSI Brindisi un'adeguata campagna di rinforzamento. Ritornano alla base i militari Girardin, Merlin e Consonni, Luigi Ungaro rientra dopo il prestito all'Ignis Varese ma in realtà rimane a Brindisi, infatti approda alla sponda Libertas da dove era partito due anni prima, Ermanno Iaci ritorna nella sua Taranto e due pilastri come Domenico Cianciaruso e Franco Musci abbandonano l'attività agonistica. La campagna acquisti si limita al lancio dal vivaio di quattro giovani promesse, l'acquisto di Renato Poddi dalla Libertas Brindisi e di Elio Maghelli dalle serie minori brindisine.
Miglior marcatore della stagione è Roberto Milo con 327p. in 25 partite seguito da Arigliano con 308p e Cozzoli con 237.

## Roster
| ASSI Brindisi 1972/1973 | ASSI Brindisi 1972/1973 |
| Giocatori               | Staff tecnico           |
| ----------------------- | ----------------------- |

| N. | Naz.              | Ruolo | Nome                | Anno | Alt.   | Peso |  |
| -- | ----------------- | ----- | ------------------- | ---- | ------ | ---- |  |
|    | Italia (bandiera) | PG    | Paolo Tagliamento   | 1954 | 182 cm |      |  |
|    | Italia (bandiera) | G     | Francesco Cozzoli   | 1947 | 182 cm |      |  |
|    | Italia (bandiera) | PG    | Bruno Bonatesta     | 1953 | 180 cm |      |  |
|    | Italia (bandiera) | AC    | Teodoro Arigliano   | 1948 | 194 cm |      |  |
|    | Italia (bandiera) | A     | Elio Maghelli       | 1946 | 188 cm |      |  |
|    | Italia (bandiera) | P     | Renato Poddi        | 1952 | 181 cm |      |  |
|    | Italia (bandiera) | G     | Carlo Faccini       | 1953 | 180 cm |      |  |
|    | Italia (bandiera) | G     | Roberto Perugino () | 1941 | 185 cm |      |  |
|    | Italia (bandiera) | C     | Maurizio De Gennaro | 1954 | 195 cm |      |  |
|    | Italia (bandiera) | A     | Claudio De Gennaro  | 1952 | 188 cm |      |  |
|    | Italia (bandiera) | A     | Roberto Milo        | 1953 | 192 cm |      |  |
|    | Italia (bandiera) | C     | Ferruccio Tomat     | 1952 | 202 cm |      |  |

| Allenatore                                  |
| - Roberto Perugino, Antonio Errico          |
| Assistente/i                                |
| - Vincenzo Guadalupi Legenda - (C) Capitano |

## Risultati

### Stagione regolare
| Arbitri: | Ardito (Napoli) Compagnoni (Napoli) |

|                               |       |                                              |
| Bonatesta 15, Milo 9, Tomat 6 | Punti | Della Penna 18, Franceschini 12, Tirabosco 6 |

| Arbitri: | Esposito (Napoli) Longo (Napoli) |

|                                   |       |                              |
| Scarpa 18, Marino 12, Lo Presti 9 | Punti | Poddi 14, Cozzoli 12, Milo 5 |

| Arbitri: | Iannascoli (Pescara) Verdecchia (Roseto) |

|                              |       |                                        |
| Cozzoli 17, Milo 11, Tomat 9 | Punti | Paoli 23, Franceschini 13, Granucci 11 |

| Arbitri: | Di Gregorio (Napoli) Ciampaglia (Napoli) |

|                                           |       |                                 |
| Quercia 26, Cavallini 22, Bastianoni I 17 | Punti | Milo 14, Cozzoli 13, Maghelli 6 |

| Arbitri: | Ugatti (Salerno) Pluchino (Ragusa) |

|                               |       |                                       |
| Poddi 21, Cozzoli 10, Milo 10 | Punti | D'Ottavio 18, Zaccarelli 14, Rossi 10 |

| Arbitri: | Innocenti (Roma) Giacobbi (Roma) |

|                                 |       |                              |
| Mariani 28, Guidi 19, Giusti 10 | Punti | Milo 11, Faccini 10, Poddi 9 |

| Arbitri: | Giuliano (Messina) Di Gregorio (Ragusa) |

|                                   |       |                                      |
| Cozzoli 19, Arigliano 15, Milo 14 | Punti | Marchetti 17, Bacci 12, Napoleoni 10 |

| Arbitri: | Lombardo (Cosenza) Ciotta (Trapani) |

|                                 |       |                                      |
| Poddi 15, Milo 14, Arigliano 10 | Punti | Centini 14, Tonietti 13, Bonciani 10 |

| Arbitri: | Nicoletti (Matera) Barbaro (Messina) |

|                                          |       |                                   |
| Gavagnin 22, Napolitano C. 17, Abbate 15 | Punti | Milo 21, Arigliano 15, Maghelli 5 |

| Arbitri: | Bonaccorsi (Messina) Ciampaglia (Napoli) |

|                                 |       |                                   |
| Milo 17, Arigliano 15, Poddi 10 | Punti | Danzi 24, Corno 21, La Guardia 20 |

| Arbitri: | Poschi (Monfalcone) Zarattin (Monfalcone) |

|                                     |       |                                 |
| Damian 17, De Simone 16, Celommi 10 | Punti | Arigliano 14, Milo 13, Tomat 12 |

| Arbitri: | Taus (Ancona) Ardone (Pesaro) |

|                                    |       |                    |
| Pulin 17, Nigrisoli 14, Pomilio 13 | Punti | Cozzoli 9, Tomat 4 |

| Arbitri: | Sarra (Matera) Imparato (Napoli) |

|                                        |       |                                       |
| Arigliano 16, Tagliamento 8, Cozzoli 8 | Punti | Calderari 27, Solfrizzi 18, Labate 11 |

| Arbitri: | Colletti (Palermo) Plughino (Ragusa) |

|                                         |       |                                    |
| Properzi 20, Franceschini 14, Ciauro 10 | Punti | Milo 17, Arigliano 11, Bonatesta 7 |

| Arbitri: | Lombardo (Cosenza) Iannascoli (Pescara) |

|                                 |       |                               |
| Arigliano 21, Tomat 10, Milo 10 | Punti | Tortora 15, Ratta 13, Mineo 6 |

| Arbitri: | Sgreggia (Colleferro) Tuzzi (Roma) |

|                                        |       |                                     |
| Franceschini 21, Paoli 21, Vatteoni 18 | Punti | Maghelli 17, Faccini 8, Bonatesta 6 |

| Arbitri: | Fioretti (Livorno) Filacanapa (Piombino) |

|                               |       |                                           |
| Milo 18, Poddi 12, Cozzoli 10 | Punti | Bastianoni B. 33, Cavallini 13, Fossati 9 |

| Arbitri: | Tani (Roma) Massese (Formia) |

|                                      |       |                                   |
| D'Ottavio 18, Rossi 15, Zaccarelli 8 | Punti | Arigliano 17, Cozzoli 12, Milo 11 |

| Arbitri: | Barbaro (Messina) Polidori (Messina) |

|                                 |       |                                           |
| Arigliano 14, Poddi 12, Milo 11 | Punti | Bastianoni B. 33, Cavallini 13, Fossati 9 |

| Arbitri: | Lombardo (Cosenza) Catella (Cosenza) |

|                                      |       |                                 |
| Bacci 17, Salvatori 16, Marchetti 14 | Punti | Arigliano 23, Milo 15, Poddi 12 |

| Arbitri: | Coletti (Palermo) Santamato (Reggio Calabria) |

|                                      |       |                                    |
| Proietti 25, Castellani 18, Paoli 14 | Punti | Milo 13, Arigliano 11, Maghelli 10 |

| Arbitri: | Iannascoli (Pescara) Verdecchia (Roseto) |

|                                    |       |                                  |
| Milo 11, Arigliano 11, Maghelli 10 | Punti | Maggetti 27, Ovi 19, Gavagnin 18 |

| Arbitri: | Barbaro (Messina) Ciotta (Trapani) |

|                                            |       |                                     |
| Borromeo 19, Kunderfranco 18, Laguardia 16 | Punti | Arigliano 22, Tomat 18, Maghelli 10 |

| Arbitri: | Briziarelli (Perugia) Del Gaudio (Assisi) |

|                                 |       |                                  |
| Milo 24, Arigliano 21, Poddi 13 | Punti | Damian 20, Ginobile 20, Ubaldi 9 |

| Arbitri: | Giacobbi (Roma) Rosi (Roma) |

|                                 |       |                                 |
| Milo 29, Arigliano 22, Cozzoli6 | Punti | Manuli 20, Pulin 8, Negrisoli 6 |

| Arbitri: | Fioretti (Livorno) Filocanapa (Livorno) |

|                                    |       |                                   |
| Solfrizzi 24, Labate 16, Ungaro 15 | Punti | Cozzoli 15, Milo 11, Arigliano 11 |

## Fonti
La Gazzetta del Mezzogiorno edizione 1972-73
Il Corriere dello Sport edizione 1972